# Lidski Rajon
Lidski Rajon (vitryska: Лідскі Раён, ryska: Лидский район) är ett distrikt i Belarus. Det ligger i voblasten Hrodna voblast, i den västra delen av landet, 150 km väster om huvudstaden Minsk.